# Wu Chao (Freestyle-Skier)
Wu Chao (chin. 吴超; * 7. September 1987) ist ein chinesischer Freestyle-Skier. Er ist auf die Disziplin Aerials (Springen) spezialisiert.

## Biografie
Wu nahm ab Februar 2003 im Europacup teil. Sein Debüt im Freestyle-Weltcup hatte er am 5. Dezember 2003 in Ruka, wo er 24. wurde und die ersten Weltcuppunkte gewann. In den folgenden Jahren beschränkte er seine Weltcup-Einsätze auf Veranstaltungen in China und etablierte sich dabei im Mittelfeld. Bei den Juniorenweltmeisterschaft 2007 in Airolo gewann er die Bronzemedaille, 2009 wurde er bei der Winter-Universiade in Harbin ebenfalls Dritter. Ab der Saison 2009/10 beteiligte sich Wu wieder an Weltcup-Veranstaltungen außerhalb seines Landes. Am 19. Dezember 2009 gelang ihm mit Platz 3 in Changchun die erste Podestplatzierung. Aufgrund der starken teaminternen Konkurrenz konnte er sich jedoch nicht für die Olympischen Spiele qualifizieren.

## Erfolge

### Olympische Spiele
- Sotschi 2014: 11. Aerials

### Weltmeisterschaften
- Inawashiro 2009: 9. Aerials
- Deer Valley 2011: 20. Aerials
- Voss 2013: 8. Aerials

### Weltcup
- 3 Podestplätze

### Weitere Erfolge
- Juniorenweltmeisterschaften 2007: 3. Aerials
- Universiade 2009: 3. Aerials